# Skurubron
Skurubron (die Skurubrücke) ist eine Bogenbrücke über den Skurusund in Nacka, nordöstlich von Stockholm. Über die Brücke führt der länsväg 222 zwischen Stockholm und Gustavsberg, auch Värmdöleden genannt. Bevor hier im Jahr 1915 eine permanente Brückenverbindung geschaffen wurde, gab es nur eine Schwimmbrücke.
Die Skurubron besteht aus zwei identischen, parallelen Bogenkonstruktionen, die 1915 beziehungsweise 1957 dem Verkehr übergeben wurden. Die ältere der beiden Brücken wurde 1915 von König Gustav V. eingeweiht und galt damals mit ihren 72 Metern Spannweite und 32 Metern Höhe des Hauptbogens als eine der gewagtesten Betonkonstruktionen Europas, sie war die größte Betonbrücke Nordeuropas. Die Brücke war von Axel Björkman und seinem Mitarbeiter Tor Kempe konstruiert worden und beratender Architekt war Lars Israel Wahlman.
Axel Björkman hatte Mitte der 1880er Jahre unter anderem Brückenbaukunst an der Technischen Hochschule in Darmstadt studiert und danach als Brückenbau-Ingenieur in Duisburg gearbeitet. Es war auch sein Bauunternehmen, Arcus AB (von lat. arcus „Bogen“) das die Brücke während der Jahre 1914 bis 1915 baute. 1957 wurde die Brücke verdoppelt, wobei man den alten Brückenteil renovierte und jede zweite Stütze entfernte, um den schlanken Gesamteindruck zu behalten.
Die beiden Seitenbögen besitzen eine Spannweite von 49 m sowie eine Höhe von 21 m. Die Fahrbahnbreite beträgt 6,7 m.

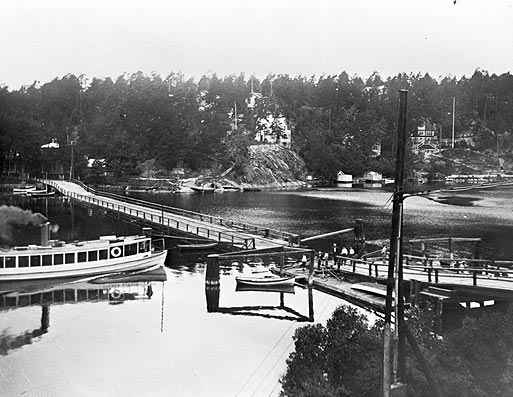
Schwimmbrücke vor 1915
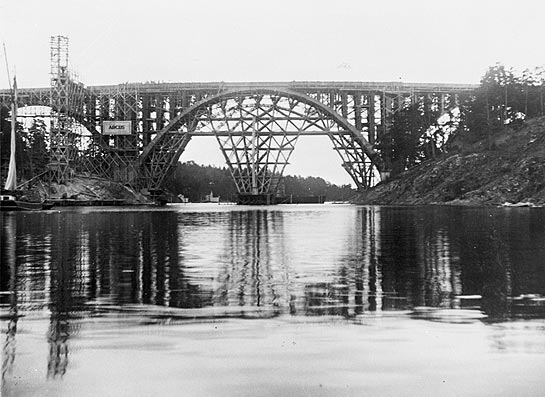
Bauarbeiten 1915
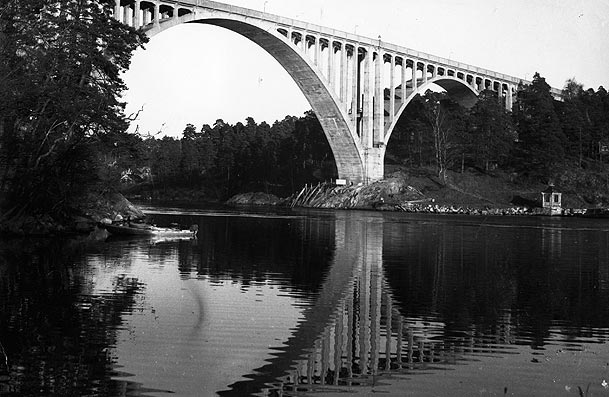
Vor den Umbau 1953
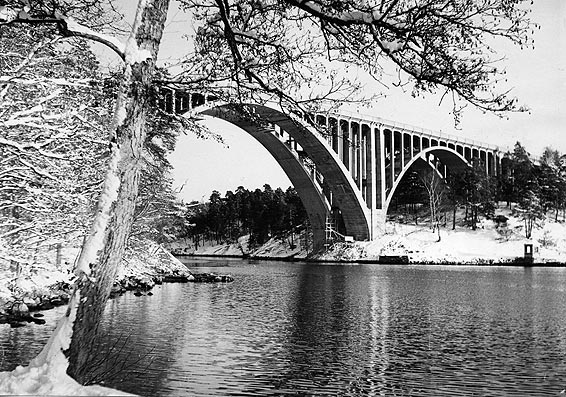
Nach dem Umbau 1955